# Abel Antoon Kok
Abel Antoon Kok (Dordrecht, 23 mei 1881 - Amsterdam, 15 april 1951) was een Nederlandse (restauratie)architect en een van de oprichters van de Erfgoedvereniging Heemschut.

## Levensloop

### Jeugd en opleiding
Abel Antoon Kok werd geboren als het zevende kind van Theodorus Kok (1843-1886) en Allegonda Katrina Wolters (1843-1913). Zijn vader was bouwkundige en werkte mee aan de constructie van gasfabrieken in Winschoten, Dordrecht en Amsterdam. Daarnaast was hij betrokken bij de aanleg van een spoorlijn in wat toen Belgisch Congo was. 
Na het overlijden van zijn vader in Congo verhuisde het gezin naar Amsterdam. Kok volgde daar de lagere school en doorliep de driejarige HBS. Vanaf 1896 leerde hij overdag het vak van timmerman bij een meester in de Amsterdamse Pijp, terwijl hij 's avonds van 1896 tot 1901 bouwkunde en verwante vakken studeerde aan de Industrieschool van de Maatschappij van de Werkende Stand.

### Carriere
In 1908 begon Kok een bureau samen met Allard Remco Hulshoff.  In 1915 werd Hulshoff directeur gebouwen bij de Dienst der Publieke Werken (Amsterdam). Hij zorgde ervoor dat Kok als eerste architect werd aangenomen. Kok bleef daar tot omstreeks 1920 en begon toen voor zichzelf. 
Ook op andere terreinen was hij actief: in 1907 kwam hij in de redactie van het weekblad Architectura, het orgaan van het Genootschap Architectura et Amicitia, welke groep fel streed tegen de sleur van het 19e eeuwse eclectisme (samenraapsel van stijlen). 
Tussen 1919 en 1921 was Kok betrokken bij de restauratie van het Militiegebouw aan de Singel in Amsterdam. Bij die restauratie werden een aantal elementen die tijdens de Franse overheersing aan het gebouw waren gewijzigd, weer in hun oorspronkelijke uiterlijk gebracht.
Kok hielp mee met de oprichting van Heemschut in 1911, en was vanaf het begin van de publicaties in het blad De Bouwwereld betrokken. Toen Heemschut in 1924 een eigen tijdschrift begon, werd Kok de redacteur en secretaris waarbij zijn bureau als redactieadres fungeert. Hij was daarnaast ook enige tijd secretaris van de Bond Heemschut en publiceerde veel. Hij was onder meer de grondlegger van de bekende Heemschutserie in 1940 en schrijver van drie delen: De historische schoonheid van Amsterdam (deel 1, 1940), Amsterdamsche woonhuizen (deel 12, 1941) en Edam de schone slaapster (deel 55, 1948).
Na zijn overlijden nam zijn zoon IJsbrand Kok het architectenbureau over. 

## Atlas Kok
De Atlas van Kok is een uitgebreide verzameling van kaarten, tekeningen, bouwplannen, prenten, foto's en prentbriefkaarten, die een periode van drie eeuwen bestrijkt, met een sterke focus op Amsterdam. Abel Antoon Kok begon al vroeg in zijn loopbaan met het verzamelen van oude foto's en bouwtekeningen. Dit resulteerde uiteindelijk in deze atlas, waarin onder andere ontwerpen van bekende architecten zoals A.C. Bleys en G.B. Salm zijn opgenomen, naast een groot aantal anonieme 18de-eeuwse bouwtekeningen. Kok gebruikte dit beeldmateriaal regelmatig voor zijn restauratieprojecten.

## Stijl
Koks ontwerpstijl is zeer divers, soms zijn zelfs neoclassicistische, neo-gotische en plattelandse elementen in één huis gecombineerd. Waarschijnlijk werd daarbij sterk de wensen van de opdrachtgever gevolgd.

## Oeuvre
Een selectie aan werken van Kok zijn terug te vinden in het stadsarchief van Amsterdam:
Nieuwbouw als gemeentearchitect:
- 1918-1919: Houten tramremise, Amsteldijk.

- 1921: Zeemanlaboratorium met fontein, Plantage Muidergracht 4, Amsterdam.[7]

Nieuwbouw als particulier architect binnen Amsterdam:
- 1930: Bureau Kok en Hulshoff, Pieter de Hooghstraat 1-5.
- 1930: Bureau Kok en Hulshoff, Pieter de Hooghstraat 2-8.
- 1930: Van Miereveldstraat 7-11, Amsterdam.
- 1930: Damrak 84, Amsterdam.
- 1930: Herengracht 495, zijn bureau, Amsterdam.
- 1930: Nationale Levensverzekeringsbank, Herengracht 556, Amsterdam.

Nieuwbouw buiten Amsterdam:
- 1923-1925: Standaardtype transformatorhuisje Zeeuws Vlaanderen, hoek Graaf Jansdijk en de Spoorweg, Westdorpe. Dit type werd 1923-1925 in heel Zeeuws-Vlaanderen toegepast.
- 1939: Raadhuis, Winterswijk.[9]
- 1944: Huis Ipenrode, verbouwing, Heemstede.
- Pharmacologisch Laboratorium, Vondellaan 6, Utrecht.
- Electrische centrale, Sluiskil.
- Drukkerij Enschede, Haarlem.

Restauratie als gemeentearchitect:
- 1919-1921: Restauratie gevel Militiezaal, Singel, Amsterdam.
- 1919-1920: Restauratie Saaihal, Staalstraat, Amsterdam.
- 1919-1921: Restauratie Agnietenkapel, Oudezijds Achterburgwal 231, Amsterdam.
- 1925: Restauratie Oude Lutherse Kerk, Singel 411, Amsterdam. In samenwerking met D. van Oort Hzn.
- 1939: Voorgebouw Lijnbaan, Oostenburgergracht, Amsterdam.
- 1939-1940: Oudezijds Voorburgwal 18, Amsterdam.
- 1950: Admiraliteitsgebouw, Oostenburgergracht, Amsterdam. In samenwerking met Y. Kok.

Restauratie, reconstructie en verbouwing als particulier architect:
- 1930: Nieuwezijds Voorburgwal 264 hoek Wijdesteeg, Amsterdam.
- 1930: Kerkstraat 261, Amsterdam.
- 1931: "De Gouden Spieghel" en "De Silveren Spieghel", Kattengat 4-6, Amsterdam.
- 1934-1935: Rijnstraat 160-168/Trompenburgerstraat 127-147, Hunzestraat 51-53, Amsterdam.
- 1933: Vanagebouw, Stadhouderskade 80, Amsterdam (gesloopt).
- 1935-1936: Gebouw William Koch, Keizersgracht 316 hoek Berenstraat, Amsterdam.

- 1944: Buitenplaats Iepenrode, verbouwing, Herenweg 63, Heemstede.
- Grote Kerk, Edam.
- Speeltoren, Monnickendam.
- Toren, Zunderdorp.
- Kasteel De Olifant, Heenvliet.
- De Iserman, Sprongstraat 13, Zutphen.
- De Zijdeworm, Sprongstraat 6, Zutphen.